# Movistar Continental Team
Das Movistar Continental Team ist ein ehemaliges kolumbianisches Radsportteam.
Die Mannschaft wurde 2011 gegründet und nahm als Continental Team an den UCI Continental Circuits teil. Manager war Eusebio Unzué, der von dem Sportlichen Leiter Libardo Leyton unterstützt wurde. Die Mannschaft war ein Farmteam des ProTeams Movistar. Seit 2013 besitzt das Team keine Lizenz mehr als Continental Team.

## Saison 2011

### Erfolge in der UCI America Tour
In den Rennen der Saison 2011 der UCI America Tour gelangen die nachstehenden Erfolge.
| Datum        | Rennen                                             | Kat. | Fahrer          |
| ------------ | -------------------------------------------------- | ---- | --------------- |
| 16. April    | Bolivianische Meisterschaft – Einzelzeitfahren     | NC   | Óscar Soliz     |
| 14. Juni     | 2b. Etappe Vuelta a Colombia                       | 2.2  | Byron Guamá     |
| 18. Juni     | 6. Etappe Vuelta a Colombia                        | 2.2  | Byron Guamá     |
| 24. Juni     | 11. Etappe Vuelta a Colombia                       | 2.2  | Fredy González  |
| 14. Juli     | 2. Etappe Vuelta a Venezuela                       | 2.2  | Marvin Angarita |
| 20. Juli     | 8b. Etappe Vuelta a Venezuela                      | 2.2  | Marvin Angarita |
| 23. Juli     | 11. Etappe Vuelta a Venezuela                      | 2.2  | Marvin Angarita |
| 24. Juli     | 12. Etappe Vuelta a Venezuela                      | 2.2  | Marvin Angarita |
| 7. September | Kolumbianische Meisterschaft – Straßenrennen (U23) | NC   | Marvin Angarita |
| 20. Dezember | 5. Etappe Vuelta a Costa Rica (EZF)                | 2.2  | Grégory Brenes  |
| 27. Dezember | 11. Etappe Vuelta a Costa Rica                     | 2.2  | Grégory Brenes  |
| 28. Dezember | 12. Etappe Vuelta a Costa Rica                     | 2.2  | Óscar Soliz     |

### Mannschaft
| Name                  | Geburtstag         | Nationalität | Team 2010                   |
| --------------------- | ------------------ | ------------ | --------------------------- |
| José Alarcon          | 12. Juni 1988      | Venezuela    | Neoprofi                    |
| Marvin Angarita       | 11. April 1989     | Kolumbien    | Neoprofi                    |
| Grégory Brenes        | 21. April 1988     | Costa Rica   | Burgos 2016-Castilla y León |
| Ramiro Cabrera        | 8. Februar 1988    | Uruguay      | Neoprofi                    |
| Nicolás Castro        | 28. Juli 1988      | Kolumbien    | Neoprofi                    |
| Carlos Gálviz         | 27. Oktober 1989   | Venezuela    | Neoprofi                    |
| Ricardo Giraldo       | 29. September 1984 | Kolumbien    | Neoprofi                    |
| Fredy González        | 18. Juni 1975      | Kolumbien    | Colombia es Pasión (2007)   |
| Byron Guamá           | 14. Juni 1985      | Ecuador      | Burgos 2016-Castilla y León |
| Luis Macías           | 14. Mai 1982       | Mexiko       | Rock Racing                 |
| Juan Pablo Magallanes | 6. Februar 1982    | Mexiko       | Rock Racing                 |
| Hernán Darío Muñoz    | 5. Januar 1973     | Kolumbien    | 05 Orbitel (2004)           |
| Ignacio Sarabia       | 15. Juli 1983      | Mexiko       | Rock Racing                 |
| Óscar Soliz           | 9. Januar 1985     | Bolivien     | Neoprofi                    |
| Fernando Ureña        | 20. Februar 1983   | Panama       | Neoprofi                    |

### Platzierungen in UCI-Ranglisten
UCI America Tour 2011
|      | Fahrer             | Punkte |
| ---- | ------------------ | ------ |
| 17.  | Carlos Gálviz      | 85     |
| 19.  | Byron Guamá        | 82     |
| 22.  | Óscar Soliz        | 72     |
| 53.  | Marvin Angarita    | 42     |
| 101. | Luis Macías        | 27     |
| 123. | Grégory Brenes     | 21     |
| 129. | José Alarcon       | 20     |
| 326. | Hernán Darío Muñoz | 5      |

## Saison 2012
Die UCI gab am 26. Januar 2012 bekannt, dass das Team als eines von drei amerikanischen Continental Teams aufgrund seiner Platzierung in einem fiktionalen Ranking zu Saisonbeginn Startrecht zu allen Rennen der ersten und zweiten UCI-Kategorie der UCI America Tour 2012 hat.

### Erfolge in der UCI America Tour
In den Rennen der Saison 2012 der UCI America Tour gelangen die nachstehenden Erfolge.
| Datum        | Rennen                                             | Kat. | Fahrer          |
| ------------ | -------------------------------------------------- | ---- | --------------- |
| 28. April    | Bolivianische Meisterschaft – Einzelzeitfahren     | CN   | Óscar Soliz     |
| 21. Juni     | 8. Etappe Vuelta a Colombia                        | 2.2  | Byron Guamá     |
| 22. Juni     | Panamaische Meisterschaft – Einzelzeitfahren       | CN   | Ramón Carretero |
| 22. Juni     | Panamaische Meisterschaft – Einzelzeitfahren (U23) | CN   | Ramón Carretero |
| 18. November | 1. Etappe Vuelta Mundo Maya (EZF)                  | 2.2  | Grégory Brenes  |
| 19. November | 2. Etappe Vuelta Mundo Maya                        | 2.2  | Byron Guamá     |
| 20. November | 3. Etappe Vuelta Mundo Maya                        | 2.2  | Alejandro Serna |
| 23. November | 6. Etappe Vuelta Mundo Maya                        | 2.2  | Freddy Montaña  |
| 24. November | 7. Etappe Vuelta Mundo Maya                        | 2.2  | Marvin Angarita |
| 25. November | 8. Etappe Vuelta Mundo Maya                        | 2.2  | Marvin Angarita |

### Abgänge – Zugänge
| Zugänge         | Team 2011                        | Abgänge               | Team 2012                  |
| --------------- | -------------------------------- | --------------------- | -------------------------- |
| Luis Pasamontes | Movistar                         | Fredy González        | Azad University Cross Team |
| Freddy Montaña  | Boyacá Orgullo de America        | Nicolás Castro        | Unbekannt                  |
| Alejandro Serna | Formesan-Panachi-Inder Santander | Ricardo Giraldo       | Unbekannt                  |
| Jader Bentancur | Neoprofi                         | Juan Pablo Magallanes | Unbekannt                  |
| Ramón Carretero | Neoprofi                         | Hernán Darío Muñoz    | Unbekannt                  |
| Omar Mendoza    | Neoprofi                         | Fernando Ureña        | Unbekannt                  |

### Mannschaft
| Name            | Geburtstag        | Nationalität | Team 2013                                  |
| --------------- | ----------------- | ------------ | ------------------------------------------ |
| José Alarcón    | 12. Juni 1988     | Venezuela    | Gobernación de Mérida-PDVSA                |
| Marvin Angarita | 11. April 1989    | Kolumbien    | Movistar Team América                      |
| Jader Bentancur | 28. August 1992   | Kolumbien    | Aguardiente Antioqueño-Lotería de Medellín |
| Grégory Brenes  | 21. April 1988    | Costa Rica   | Coopenae-Movistar-Economy                  |
| Ramiro Cabrera  | 8. Februar 1988   | Uruguay      | Funvic Brasilinvest-São José dos Campos    |
| Ramón Carretero | 26. November 1990 | Panama       | Vini Fantini-Selle Italia                  |
| Carlos Gálviz   | 27. Oktober 1989  | Venezuela    |                                            |
| Byron Guamá     | 14. Juni 1985     | Ecuador      | Movistar Team América                      |
| Luis Macías     | 14. Mai 1982      | Mexiko       | Depredadores Team Chetumal                 |
| Omar Mendoza    | 25. November 1989 | Kolumbien    | Movistar Team América                      |
| Freddy Montaña  | 23. November 1982 | Kolumbien    | Movistar Team América                      |
| Luis Pasamontes | 2. Oktober 1979   | Spanien      |                                            |
| Ignacio Sarabia | 15. Juli 1983     | Mexiko       | Depredadores Team Chetumal                 |
| Alejandro Serna | 5. Februar 1984   | Kolumbien    | Movistar Team América                      |
| Óscar Soliz     | 9. Januar 1985    | Bolivien     | Movistar Team América                      |

## Platzierungen in UCI-Ranglisten
UCI America Tour
| Saison | Mannschaftswertung | Fahrerwertung        |
| ------ | ------------------ | -------------------- |
| 2011   | 3.                 | Carlos Gálviz (17.)  |
| 2012   | 11.                | Freddy Montaña (41.) |